# Gino De Biasi
Gino De Biasi (né le 25 décembre 1907 à Mestre et mort le 20 novembre 1954 à Trévise) était un footballeur italien de l'entre-deux-guerres.

## Biographie
Gino De Biagi joua au poste de gardien de but dans le club de Trévise Football Club, toute sa carrière (1924-1941). Son premier match se joua le 7 décembre 1924 contre Venise qui se solda par une victoire (3-2).
Il joua en 17 ans, 328 matchs avec cette équipe, ce qui fait de lui l'un des joueurs qui eut le plus de matchs avec cette équipe.

## Clubs
- 1924-1941 : Trévise Football Club